# Mariano Sánchez Martínez
Mariano Sánchez Martínez —más conocido por Mariano Sánchez— es un exfutbolista español y actual presidente del FC Pinatar. Nació el 28 de enero de 1978 en San Pedro del Pinatar, Región de Murcia. Se desempeñó como centrocampista en el Fútbol Club Cartagena durante la mayor parte de su carrera, un total de 9 temporadas, aunque anteriormente había jugado en la AD Mar Menor y el  CD Alcoyano.
Ascendió a la Segunda División con el equipo cartagenero en la temporada 2008-2009 y descendió a la Segunda División B tres años después jugando también para el mismo club. 
Se retiró al final de la temporada 2013/2014, jugando también para el club albinegro.

## Trayectoria
Mariano Sánchez se formó en la Escuela de Fútbol Pinatar, en su pueblo natal. En 1996, con dieciocho años de edad, rechazó una propuesta deportiva del Real Murcia porque había decidido emigrar a Madrid para estudiar arquitectura. Mientras cursaba, intentó incorporarse al Real Madrid, pero fracasó en el intento.
Luego de su graduación como arquitecto —con veintitrés años y luego de cinco temporadas sin participaciones en el ámbito futbolístico— actuó durante un año en la Agrupación Deportiva Mar Menor, institución actualmente desaparecida y que en ese entonces disputaba el torneo de la Tercera División. En la ronda definitiva por el ascenso el equipo fue vencido por el Alcoyano. Las actuaciones ante ese conjunto motivó la contratación del jugador para el equipo de Alcoy. Permaneció en esa institución durante una temporada.
Solicitado por Juan Ignacio Martínez —el entrenador que lo dirigió en la AD Mar Menor— el deportista se incorporó antes de la apertura de la temporada 2005/06 al FC Cartagena, club cuyo equipo de fútbol actuaba en el certamen de la Segunda División B. Desde su incorporación, el jugador comenzó participando desde el inicio de los juegos. En su primera temporada, el conjunto cartagenero alcanzó el primer lugar en el grupo que participaba, pero permaneció en la categoría porque la UD Vecindario lo superó en la promoción de ascenso a segunda división.
Al finalizar la temporada 2006/07 Mariano Sánchez decidió renovar el vínculo contractual por tres temporadas con el Cartagena, a pesar de haber recibido ofrecimientos de otros clubes. En su cuarta temporada en la institución —la 2008/09— fue designado capitán del conjunto. En esa campaña logró el único ascenso de categoría de su carrera futbolística, tras los primeros puestos del equipo en la liga regular y en el torneo de promoción de ascenso a Segunda División.

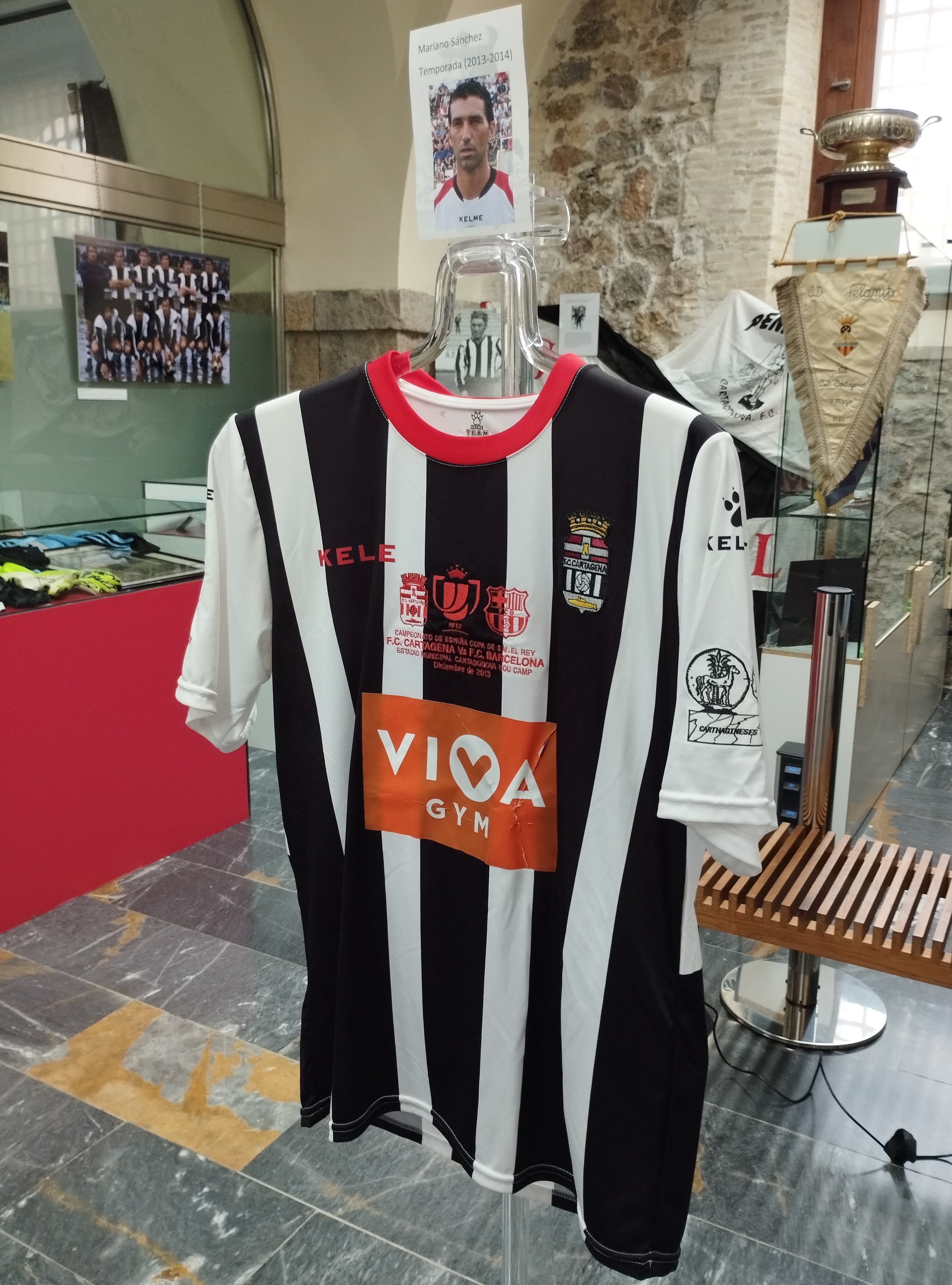
Camiseta de Mariano Sánchez como jugador del FC Cartagena, en una vitrina de la exposición Historia del fútbol en Cartagena (2025).

En la temporada 2009/2010 forma parte indispensable de la gran campaña del conjunto cartagenero, con el que casi asciende a Primera División tras un total de 34 jornadas en puestos de ascenso a la máxima categoría del fútbol español.
Antes del comienzo del campeonato 2010/11 renovó el vínculo por dos temporadas. Durante la disputa de ese certamen, en febrero de 2011, cumplió doscientas actuaciones con el equipo cartagenero. Por ese entonces era el segundo jugador del club con más participaciones en competiciones futbolísticas oficiales. A esto se le unió la buena trayectoria del equipo, que volvió a luchar por el ascenso, esta vez intentando jugar las eliminatorias por el ascenso a Primera. Sin embargo una irregular racha a final de temporada hizo que no se consiguiera el objetivo.
Durante la temporada 2011/12 varias lesiones motivaron la disminución del rendimiento del jugador. Un esguince de segundo grado en el tobillo de la pierna izquierda le impidió jugar durante los primeros días de 2012. Además, los desfavorables resultados del equipo 
promovieron el retorno a la Segunda División B varias fechas antes del cierre del torneo. Este es el único descenso de categoría en la carrera del pinatarense. 
Tras el vencimiento del vínculo y luego de algunas deliberaciones por la remuneración del futbolista, Mariano Sánchez y el presidente del Cartagena Paco Gómez decidieron acordar la renovación del contrato por dos temporadas con la opción a prorrogarlo por una más.
En la temporada 2012/2013, se proclama subcampeón de grupo y disputa las eliminatorias de ascenso a la Segunda División por tercera vez en su carrera deportiva, aunque no consigue ascender con su club. La temporada siguiente, la 2013/2014, finalizaría en tercera posición, volviendo a disputarla, con idéntico resultado.
Al final de la temporada 2013/2014 anuncia que cuelga las botas. Posteriormente se haría cargo del Fútbol Club Pinatar, equipo de su pueblo natal, desempeñando la función de presidente.

## Estadísticas
Datos actualizados al cierre de la temporada 2013/14.
| Temporada | Torneo                                    | Equipo       | PJ | Goles | Exp | Amon | Situación del equipo                     |
| 2003/04   | Tercera División                          | AD Mar Menor | ¿? | ¿?    | ¿?  | ¿?   | Primero                                  |
| 2003/04   | Promoción de ascenso a Segunda División B | AD Mar Menor | ¿? | ¿?    | ¿?  | ¿?   | No ascendió                              |
| 2004/05   | Segunda División B                        | Alcoyano     | 30 | 3     | 1   | 5    | Séptimo                                  |
| 2005/06   | Segunda División B                        | FC Cartagena | 33 | 2     | 1   | 8    | Primero                                  |
| 2005/06   | Promoción de ascenso a Segunda División   | FC Cartagena | 2  | 0     | 1   | 0    | No ascendió                              |
| 2006/07   | Segunda División B                        | FC Cartagena | 33 | 5     | 1   | 12   | Quinto                                   |
| 2006/07   | Copa del Rey                              | FC Cartagena | 2  | 0     | 0   | 0    | Eliminado en la segunda eliminatoria     |
| 2007/08   | Segunda División B                        | FC Cartagena | 32 | 4     | 1   | 14   | Octavo                                   |
| 2008/09   | Segunda División B                        | FC Cartagena | 35 | 2     | 2   | 12   | Primero                                  |
| 2008/09   | Promoción de ascenso a Segunda División   | FC Cartagena | 3  | 0     | 1   | 0    | Ascendió a Segunda División              |
| 2009/10   | Segunda División                          | FC Cartagena | 39 | 1     | 1   | 16   | Quinto                                   |
| 2009/10   | Copa del Rey                              | FC Cartagena | 2  | 0     | 0   | 0    | Eliminado en la tercera eliminatoria     |
| 2010/11   | Segunda División                          | FC Cartagena | 34 | 0     | 1   | 7    | Decimotercero                            |
| 2010/11   | Copa del Rey                              | FC Cartagena | 1  | 0     | 0   | 0    | Eliminado en la segunda eliminatoria     |
| 2011/12   | Segunda División                          | FC Cartagena | 35 | 1     | 2   | 13   | Vigésimo. Descendió a Segunda División B |
| 2011/12   | Copa del Rey                              | FC Cartagena | 1  | 0     | 0   | 0    | Eliminado en la segunda eliminatoria     |
| 2012/13   | Segunda División B                        | FC Cartagena | 25 | 1     | 0   | 10   | Segundo                                  |
| 2012/13   | Copa del Rey                              | FC Cartagena | 0  | 0     | 0   | 0    | Eliminado en la primera eliminatoria     |
| 2012/13   | Promoción de ascenso a Segunda División   | FC Cartagena | 2  | 0     | 0   | 0    | No ascendió                              |
| 2013/14   | Segunda División B                        | FC Cartagena | 30 | 1     | 2   | 13   | Tercero                                  |
| 2013/14   | Copa del Rey                              | FC Cartagena | 4  | 0     | 0   | 1    | Eliminado en la cuarta eliminatoria      |
| 2013/14   | Promoción de ascenso a Segunda División   | FC Cartagena | 1  | 0     | 0   | 1    | No ascendió                              |

|  |

|  | Abreviaturas: PJ, partidos jugados; Exp, expulsiones; Amon, amonestaciones. |

|  |

## Reconocimientos
En julio de 2012 Mariano Sánchez fue distinguido en las fiestas anuales de fin de temporada de la Federación Regional de Fútbol de Murcia por ser el único jugador que participó en los cinco partidos que ha disputado la  Selección de Murcia.